# Blondon Meyapya
Blondon Meyapya, né le 10 février 2001 au Cameroun, est un footballeur international camerounais, qui joue au poste de défenseur central au Red Star.

## Biographie
Blondon Meyapya participe à la CAN des moins de 20 ans 2021, et fait partie de l'équipe type du tournoi malgré l'élimination en quarts de finale.
En mars 2021, il est convoqué pour la première fois en équipe du Cameroun par António Conceição. Le 30 mars 2021, il honore sa première sélection contre le Rwanda en qualifications à la CAN 2021.
À l'été 2021, il quitte le Fauve Azur et rejoint l'Angers SCO. Or son contrat n'est pas homologué par la LFP en raison d'un défaut de paiement.
En janvier 2022, Meyapya est prêté au Red Star par le Fauve Azur, puis rejoint définitivement le club audonien six mois plus tard.

## Palmarès

### En club
| Red Star FC (1) - National (1) : - Champion : 2024 - Membre de l'équipe type de la Coupe d'Afrique des nations des moins de 20 ans en 2021 |